# Broletto
Dans les communes du Moyen Âge en Italie, le broletto (pluriel :Broletti) du latin broilum signifie cour ou champ clôturé, identifie depuis le  XIe siècle dans les villes lombardes la zone clôturée où se tenaient les assemblées de la ville et l'administration de la justice. Par la suite, le terme a été utilisé pour désigner le palais des consuls, la podestà et, de manière générique, le palais municipal,.
Broletto est un ancien mot italien, du latin médiéval broilum ou brogilum, qui dérive probablement d'un mot celtique . Sa première signification est « petit verger ou jardin », d'où le sens « champ entouré d'un mur »,. 
Les anciens « broletti » sont des édifices importants à Milan, Brescia, Pavie, Plaisance, Côme, Monza, Reggio d'Émilie, Novare et autres. Plusieurs lieux ou bâtiments du nord de l'Italie sont appelés « Broletto »,. 

## Description
Le broletto a été construit avec le rez-de-chaussée ouvert au moyen d'un portique pour permettre la présence des citoyens et administrer la justice en présence de nombreuses personnes, tandis qu'à l'étage supérieur il y avait une grande salle pour les réunions du Conseil général.
Il s'agit généralement de bâtiments du XIVe siècle, avec des arcs en plein cintre ou en ogive selon l'époque et construits en pierre ou en briques selon la région. Ils ont deux étages, celui du bas, qui est généralement un portique ouvert où se tenaient les assemblées de la ville ou du marché, et celui du haut, où se trouvent des pièces spacieuses avec de grandes fenêtres où se tenaient les réunions du conseil et où les juges donnaient un audience. Souvent, ces structures sont situées près de l'église principale de la ville en raison de la relation étroite entre le monde laïc et ecclésiastique caractéristique de cette époque.

## Galerie

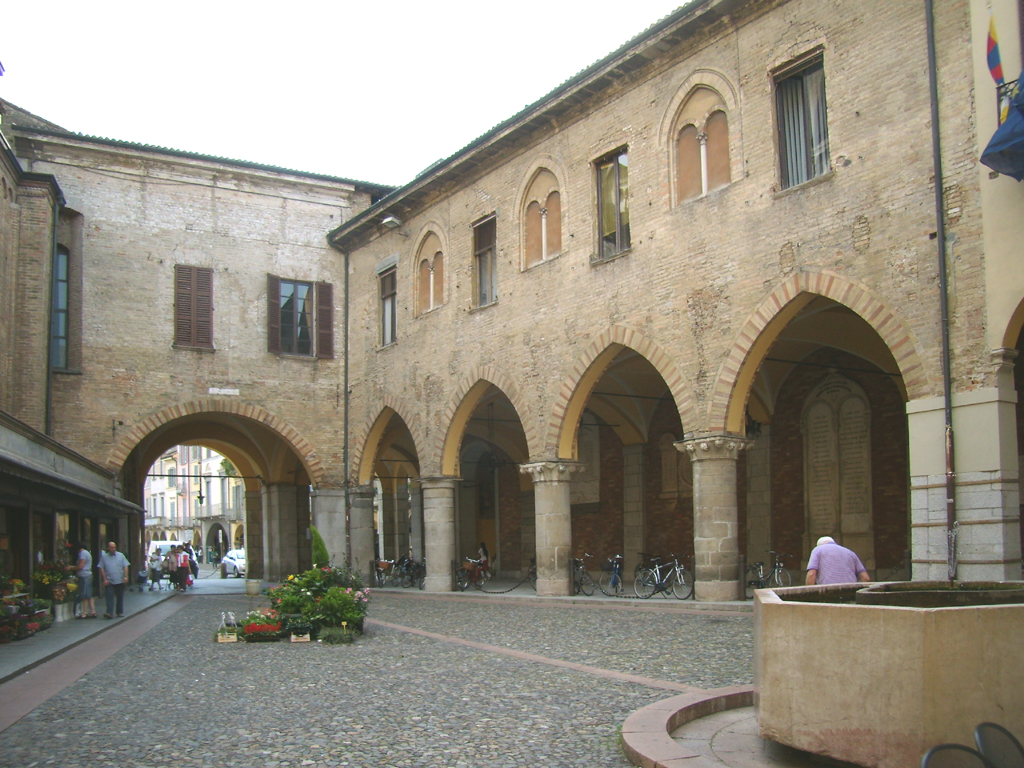
Le broletto de Lodi.
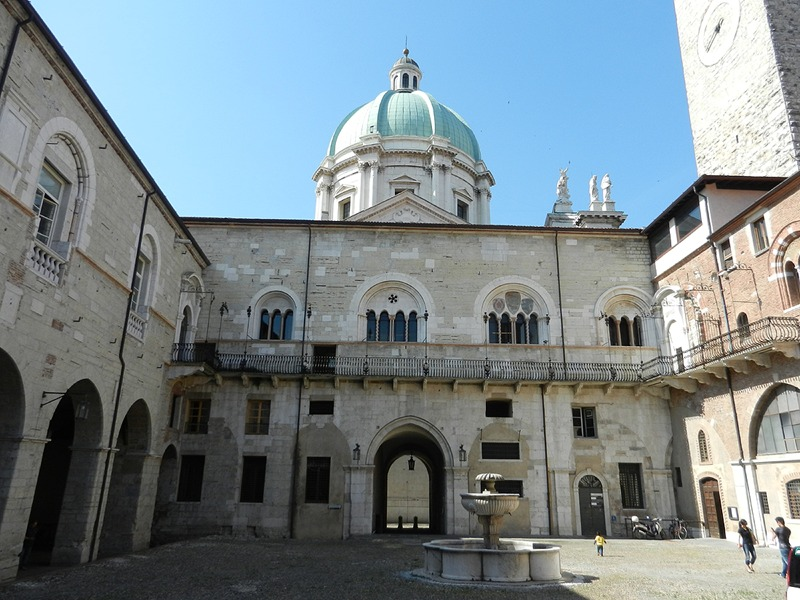
Cour du broletto de Brescia (côté sud).
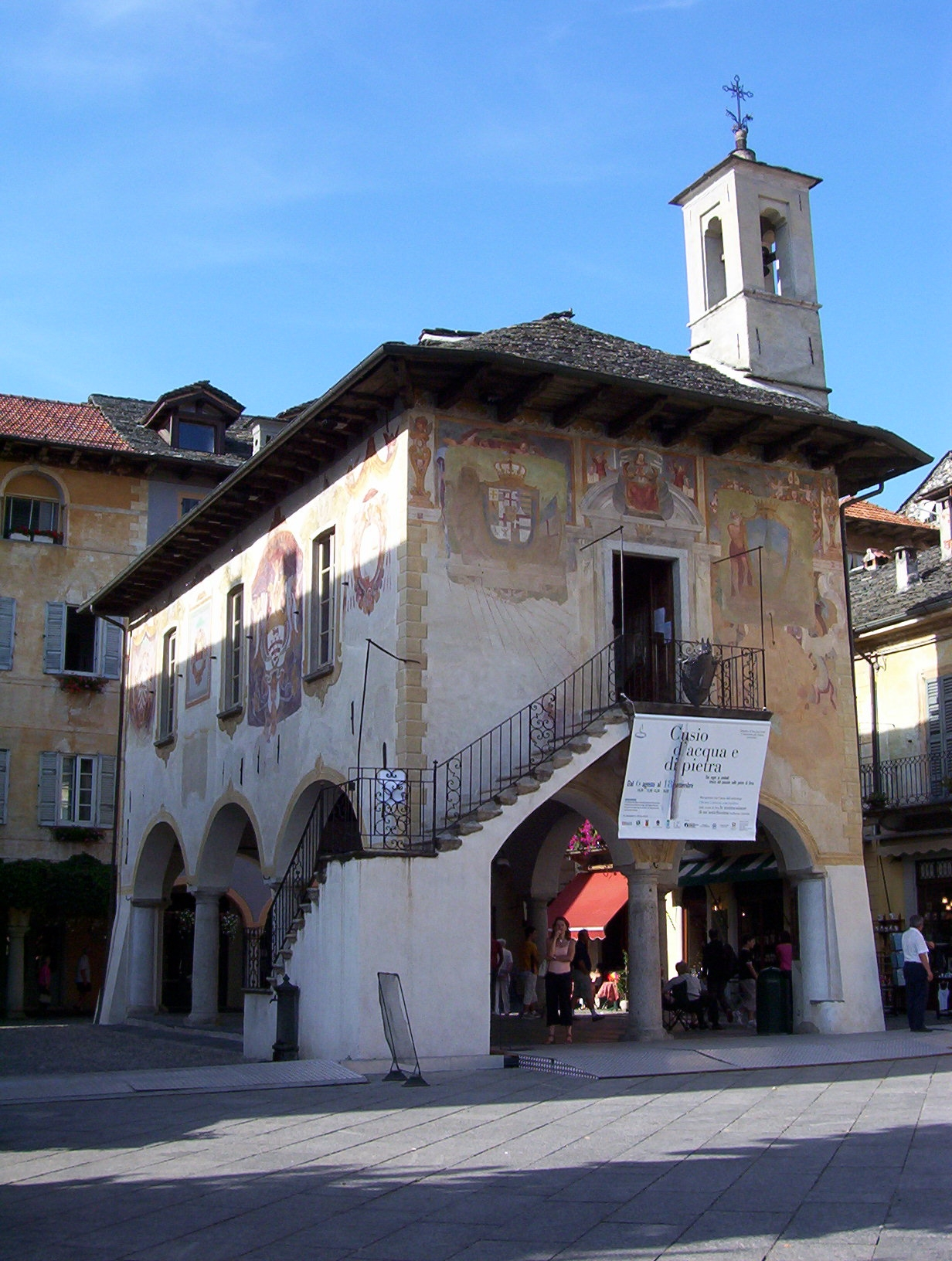
Le broletto à Orta San Giulio, sur le lac d'Orta.
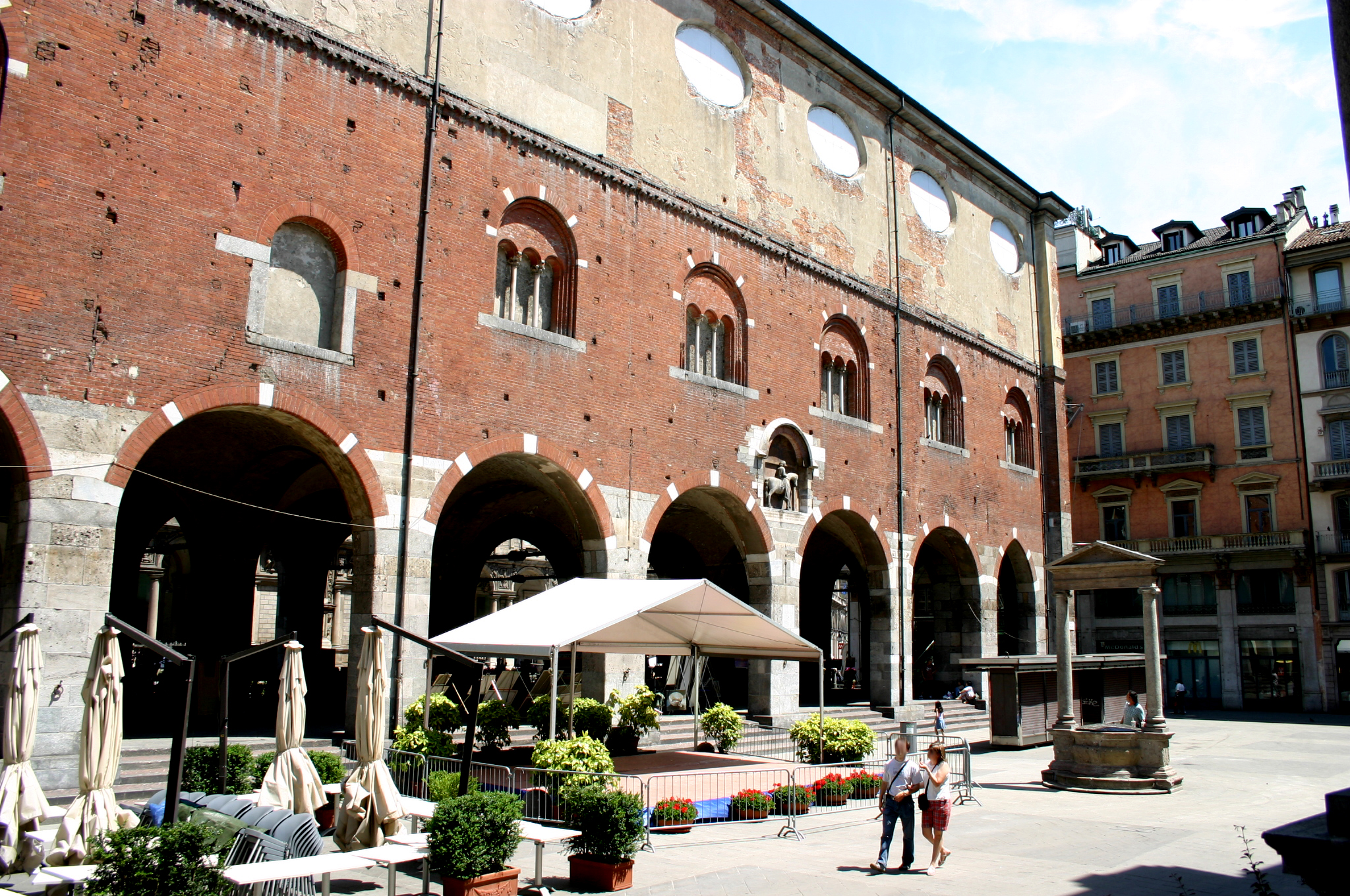
Il Broletto Nuovo ( Palazzo della Ragione),siège de la municipalité de Milan de 1251 à 1786.
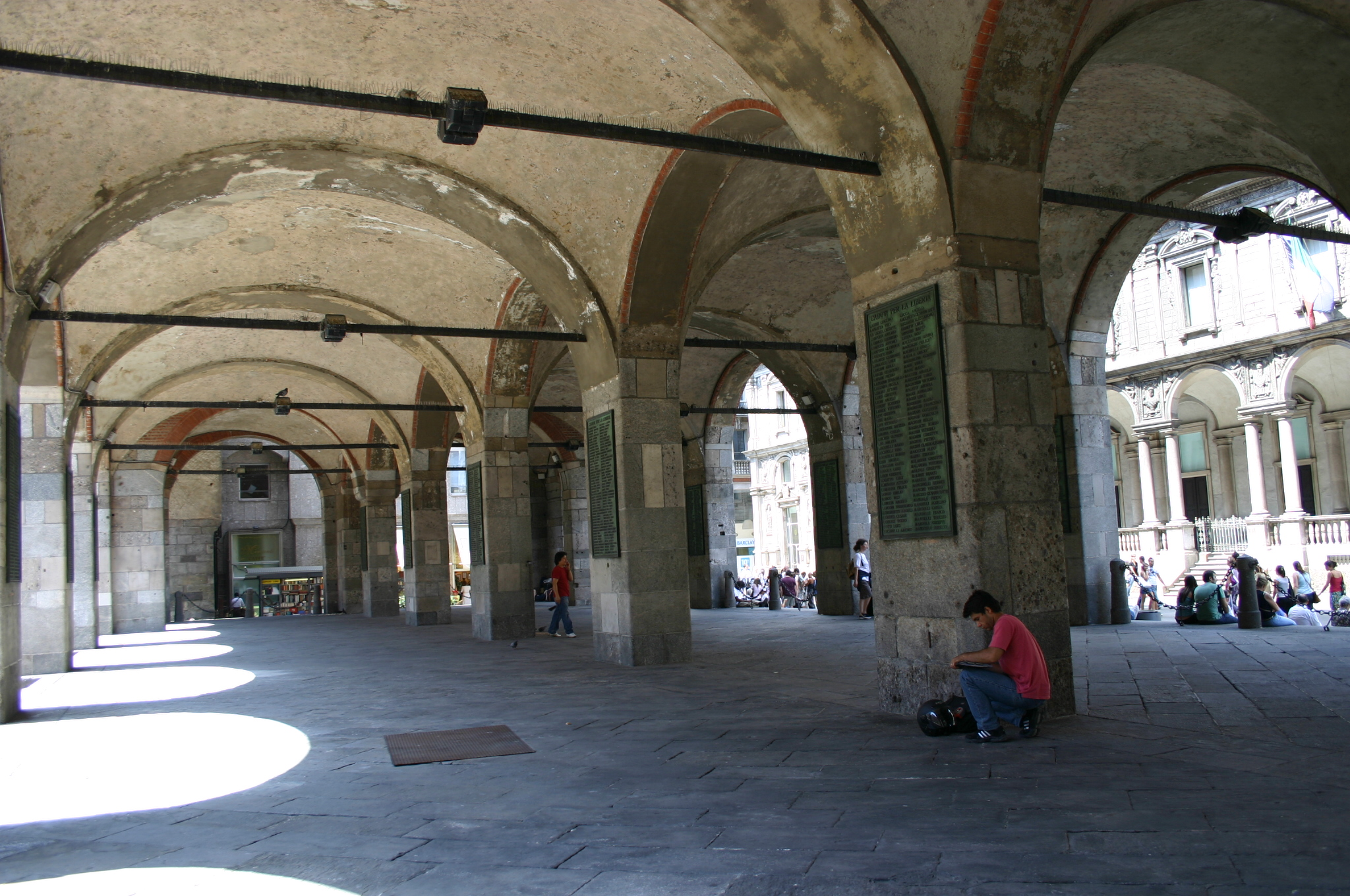
Sous le porche du Broletto Nuovo à Milan.
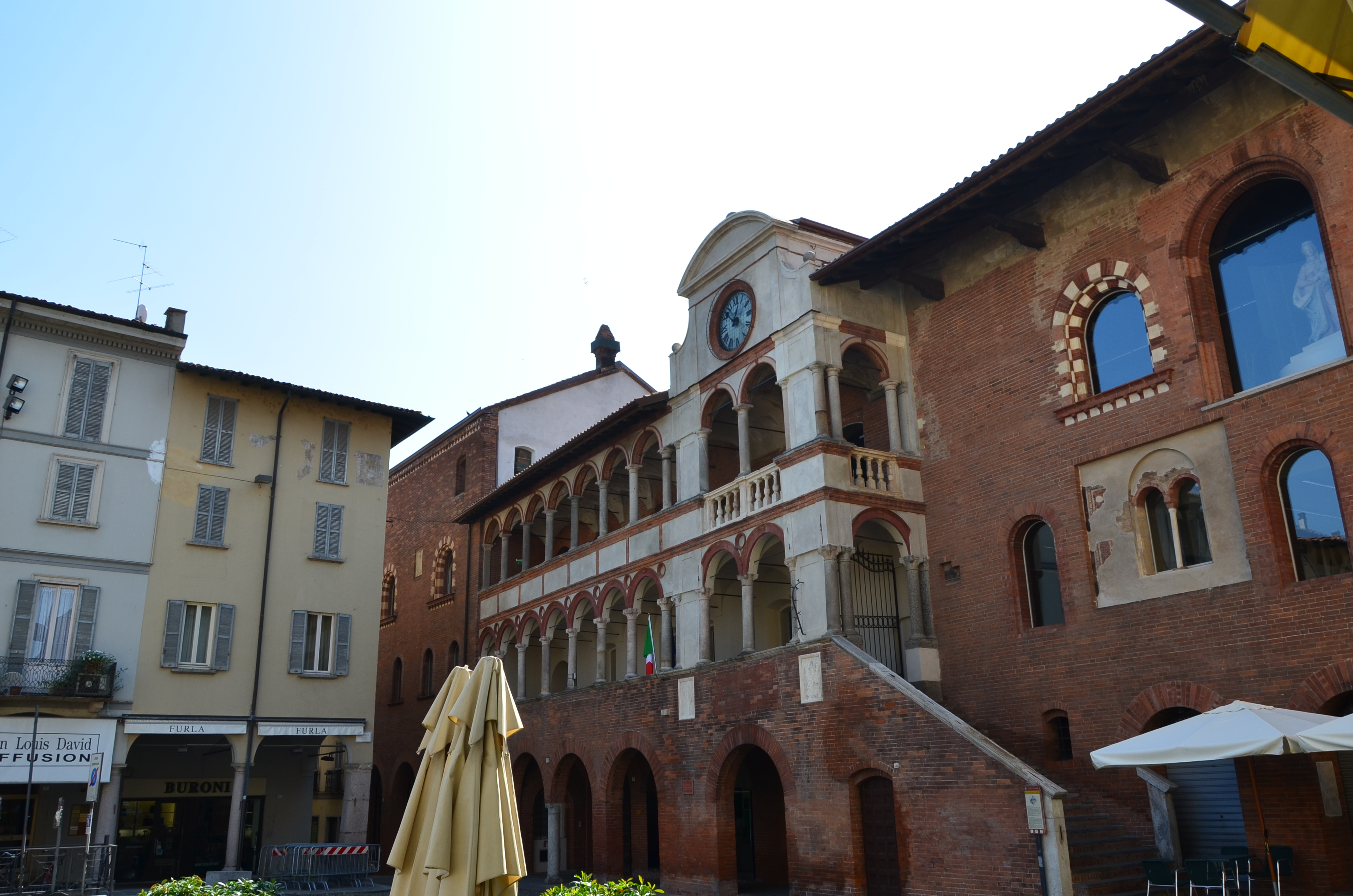
Broletto de Pavie.

## Liste non exhaustive des broletti
- Broletto à Arona, province de Novare.
- Palazzo della Ragione de Bergame.
- Broletto, Brescia[1].
- Broletto de Côme.
- À Crémone, deux exemples de broletti : 
  - Guelfe Palais Cittanova (it).
- Broletto (Lodi) (it) à Lodi.
- Palazzo del Podestà à Mantoue.
- À Milan: 
  - Palazzo della Ragione ,  Milan ou Broletto Nuovo, l'un des trois broletti
  - Palais Carmagnola (it) , anciennement Broletto Nuovissimo, qui accueille désormais le Piccolo Teatro di Milano.
- Arengario (Monza).
- Broletto (Novara) (it)  à Novare.
- Broletto ou Palazzo della Comunità, à Orta San Giulio, province de Novare.
- Broletto de Pavie à Pavie[2].
- Broletto à Pérouse, siège actuel de la région Ombrie.
- Palazzo Comunale Piacenza ou il Gotico.
- Broletto à Reggio d'Émilie.
- Palazzo dell'Arengo à Rimini.
- Palais Biumi (it)  et Palazzo Pretorio (Varese) (it) à Varèse.